# Cystostereum heteromorphum
Cystostereum heteromorphum är en svampart som beskrevs av Hallenb. 1980. Cystostereum heteromorphum ingår i släktet Cystostereum och familjen Cystostereaceae.   Inga underarter finns listade i Catalogue of Life.